# وسومیتسه (استان کویافسکو-پومورسکی)
وسومیتسه (به لاتین: Łysomice) یک روستا در لهستان است که در گمینا وسومیتسه واقع شده‌است. وسومیتسه ۱٬۱۰۰ نفر جمعیت دارد.